# 米尔地区新施蒂夫特
米尔地区新施蒂夫特是奥地利上奥地利州罗尔巴赫县的一个市镇。总面积20平方公里，总人口1470人，人口密度73.5人/平方公里（2005年）。